# Nou Home Soviètic
El Nou Home Soviètic, rus: новый советский человек novi sovietski txelovek, era l'ideal de persona que s'estava forjant a la Unió de Repúbliques Socialistes Soviètiques segons els ideòlegs del Partit Comunista [sense font]. Amb les noves condicions socials i polítiques havia de canviar la mentalitat de les persones perquè seguint les tesis del marxisme la ideologia depenia fortament de l'estructura socioeconòmica, que era allò que volien modificar els quadres soviètics. [sense font]
Les característiques desitjables en aquest individu començaven per la seva adhesió incondicional a la revolució soviètica i els seus principis, dels quals esdevenia el principal propagandista. Aquests principis eren apresos de l'entorn favorable i ajudaven a rebutjar els instints innats lligats a l'egoisme, de manera que cada persona treballaria per construir un millor bé comú amb totes les seves forces. Per això l'amor al treball, la bona salut i l'entusiasme eren trets associats al Nou Home Soviètic. Un exemple viu era Aleksei Stakhànov, de qui deriva l'estakhanovisme. L'ateisme es veia com una condició important, ja que la fe no sols lligava al passat i un règim burgès, sinó que augmentava el risc d'adoctrinament per part de l'església en comptes de seguir les idees estatals. [sense font]
Les dones també podien assolir aquest ideal, especialment a partir del treball dur (sovint físic) i tenint molts fills que propaguessin la causa soviètica. Com en altres règims totalitaris, es va promoure la natalitat per assolir aquesta fita. En aquest sentit havia de combinar les tasques de la llar, la cura dels fills i el treball a fora per al bé del país i, preferiblement, sumar-hi activisme polític ajudant al Partit Comunista. [sense font]
L'ideal es lligava amb el superhome, obtingut per selecció artificial o cultural, com defensava Lev Trotski. Aquest pensava que les arts, i especialment la literatura, podien ajudar a forjar aquest ideal educant al poble en els ideals revolucionaris. Per això els governs socialistes sempre van prestar força atenció a l'alfabetització i al control dels artistes. El creixent antiintel·lectualisme del règim, però, va acabant lligant el Nou Home Soviètic sobretot al treball físic i la fe cega en les consignes oficials, bandejant la possibilitat de l'autoformació i delimitant els missatges artístics acceptables. [sense font]
Per reacció a aquest ideal va sorgir el concepte d'Homo Sovieticus, que era la versió paròdica d'aquest concepte. Segons els seus defensors, el nou règim efectivament estava creant un nou tipus humà, delimitant la personalitat a partir de les condicions de vida, però no en un sentit utòpic sinó força negatiu: un individu passiu, incapaç de pensar per ell mateix, egoista i inculte. Aleksandr Zinóviev va ser un dels primers a popularitzar aquesta desviació del Nou Home Soviètic, en un arquetip satíric que va circular força entre els dissidents. [sense font]

Aquesta teoria es va fer especialment popular entre cercles d'extrema-dreta. Del seu valedor principal, Richard Pipes, se n'ha dit una "creuada per demonitzar Lenin"
Rabinowitch, Alexander (enero de 1998). «Richard Pipes's Lenin». Russian Review (en inglés) (Wiley) 57 (1): 110-113. ISSN 0036-0341.